# Anisophyllea ismailii
Anisophyllea ismailii là một loài thực vật có hoa trong họ Anisophylleaceae. Loài này được J.A.McDonald mô tả khoa học đầu tiên năm 1995.